# Montfroc
Montfroc là một xã thuộc tỉnh Drôme trong vùng Auvergne-Rhône-Alpes đông nam nước Pháp. Xã Montfroc nằm ở khu vực có độ cao từ 732-1533 mét trên mực nước biển.